# 리그 챔피언십 시리즈
리그 챔피언십 시리즈(League Championship Series)는 메이저 리그 베이스볼에서 아메리칸 리그와 내셔널 리그의 정규 우승팀을 결정하기 위한 시리즈를 말하는데, 이 시리즈의 승자는 월드 시리즈에 진출해 반대편 리그의 우승자와 월드 시리즈 우승을 다투게 된다.
1965년 양 리그가 동부, 서부의 2개의 지구로 나뉘면서부터 시작되어 처음에는 양 지구의 1위팀이 5전 3선승제로 월드시리즈 진출을 결정지었다. 1985년, 7전 4선승제로 변경되었고, 1994년 리그가 3개의 지구로 재조정되자 각 지구의 1위 3팀과 2위 중 최고승률의 와일드 카드 한 팀이 5전 3선승제의 디비전 시리즈(Division Series)를 치러, 그 중 두 팀이 챔피언십 시리즈에 진출해 7전 4선승제로 결정하는 것으로 바뀌었다.
7전 4선승제로 된 이후부터는 항상 2-3-2 의 경기 일정으로 운영되는데, 1, 2, 6, 7차전은 홈 어드밴티지를 받을 팀의 홈에서 치러지고, 나머지 3~5차전은 다른 팀의 홈 구장에서 진행된다. 1995년부터 지구 1위팀 간의 시리즈라면 (디비전 시리즈에게 이긴 두 팀이 모두 지구 1위팀) 승률이 높은 팀이, 와일드 카드 팀이 올라왔을 경우는 상대팀이 홈 어드밴티지를 갖게 되어 있다. 이것은 와일드 카드 팀은 홈 어드밴티지를 받을 수 없다는 원칙에 따른 것이다. 만약 시리즈에서 만난 두 팀이 지구 1위팀이며 승률이 같을 경우에는 정규 시즌에서 서로간의 상대 전적이 우세한 팀에 따라 결정된다. 두 개의 지구로 되어 있던 1969년에서 1993년까지는 홈 어드밴티지를 두 개의 지구에서 해마다 번갈아가며 가졌다.